# Baintner Géza
Baintner Géza (Kolozsvár, 1892. október 27. – Budapest, 1980. augusztus 10.) kísérleti fizikus, gimnáziumi tanár, egyetemi docens.

## Élete
Baintner Hugó jogtanár és Hancke Paula gyermekeként született. Kalocsán járt gimnáziumba, majd felvételt nyert a kolozsvári egyetemre. 1934-ben szerzett doktorátust Budapesten. Tanulmányai befejezését követően 1936-ig tanársegédként működött a budapesti tudományegyetemen, a kísérleti fizikai intézetben, majd a budapesti II. kerületi királyi egyetemi katolikus gimnázium rendes tanára lett.

## Műve
- Vizsgálatok a hőmérséklet és alakváltozás hatásáról vékony platinarétegek elektromos ellenállására. Különnyomat a Matematikai és Fizikai Lapokból. Bp., 1937